# لورانس جيوفري باور
لورانس جيوفري باور (بالإنجليزية: Lawrence Geoffrey Power)‏ هو سياسي كندي، ولد في 9 أغسطس 1841 في هاليفاكس في كندا، وتوفي في 12 سبتمبر 1921. حزبياً، نشط في الحزب الليبرالي الكندي. وقد انتخب رئيس مجلس الشيوخ ‏ (29 يناير 1901 – 8 يناير 1905) وانتخب عضو مجلس الشيوخ الكندي.